# Sankt Koloman (Austria)
Sankt Koloman, St. Koloman – gmina w Austrii, w kraju związkowym Salzburg, w powiecie Hallein. Liczy 1671 mieszkańców (1 stycznia 2015).

## Współpraca
Miejscowość partnerska:
- Bühlerzell, Niemcy